# Paralelo 37 S
O Paralelo 37 S é o paralelo no 37° grau a sul do plano equatorial terrestre.
Começando pelo Meridiano de Greenwich e tomando a direção leste, o paralelo 37° Sul passa por:
| País, território ou mar | Notas                                                                        |
| ----------------------- | ---------------------------------------------------------------------------- |
| Oceano Atlântico        |                                                                              |
| Oceano Índico           |                                                                              |
| Austrália               | Austrália Meridional Victoria Nova Gales do Sul                              |
| Oceano Pacífico         | Mar da Tasmânia                                                              |
| Nova Zelândia           | Ilha Norte - passa a sul de Auckland                                         |
| Golfo de Hauraki        |                                                                              |
| Nova Zelândia           | Península de Coromandel, Ilha Norte                                          |
| Oceano Pacífico         | Ilha Tabor (ilha fantasma)                                                   |
| Chile                   | Ilha de Santa Maria e continente                                             |
| Argentina               |                                                                              |
| Oceano Atlântico        | Passa a norte de Tristão da Cunha, Santa Helena, Ascensão e Tristão da Cunha |